# Somssich Pál

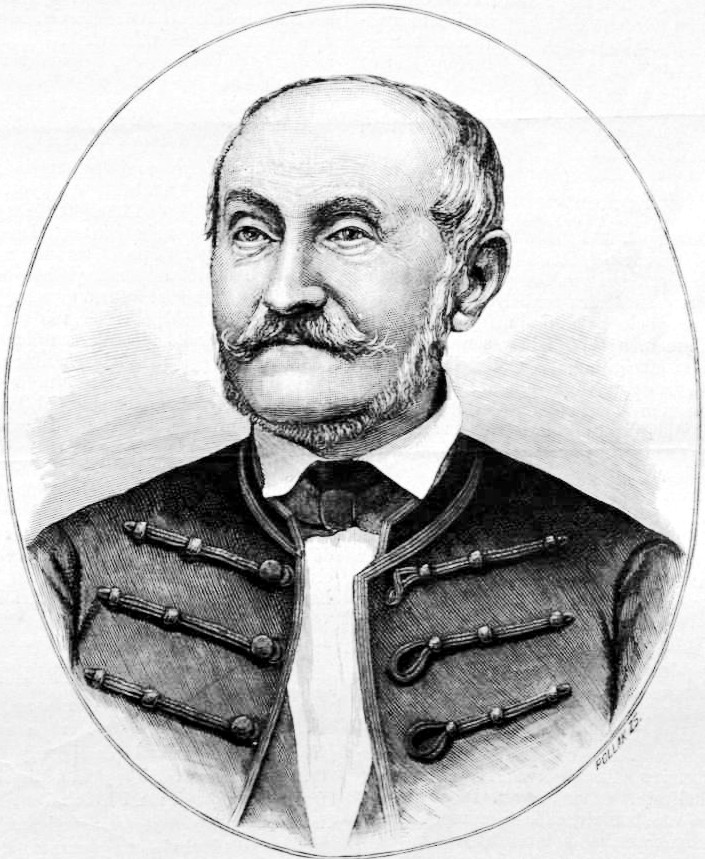
Pollák Zsigmond metszete Ellinger Ede fényképfelvétele alapján

Saárdi Somssich Pál (Somogysárd, 1811. január 13. – Budapest, 1888. március 7.) politikus, a képviselőház alelnöke, majd elnöke.

## Élete
A Somssich család köznemesi ágából származó Somssich Miklós (1784–1870) somogyi alispán és Kajdacsy Jozefa (1789–1860) fia. Jogi tanulmányokat folytatott, ennek befejeztével Somogyban kezdte közszolgálati pályáját. 1843-ban és 1847-ben is diétai követének választotta vármegyéje. A politikában a konzervativizmus és az ellenzéki radikalizmus között foglalt állást. Előbb Dessewffy Aurél, később Széchenyi István, majd Deák Ferenc híve, korának egyik legjobb szónokaként még ellenfeleiben is tiszteletet váltott ki. Az utolsó rendi országgyűlésen nagyon éles vitát folytatott Kossuth Lajossal, de 1848 márciusának eseményei után visszavonult a közélettől. A Bach-korszakban ő mert először szót emelni a magyar önállósági törekvések mellett, majd a Deák-párthoz csatlakozott. Országgyűlési képviselő lett, és már 1861-től a képviselőház egyik alelnöke volt. A kiegyezés után, 1869-től már elnöke lett a képviselőháznak, és talán a legfőbb szerepe volt a balközéppel való egyesülés ügyében. A Szabadelvű Párt azonban nem váltotta be a hozzá fűzött reményeit, így Apponyi Albert híve lett, és elszántan küzdött Tisza Kálmán rendszere ellen.
Somssich Pál agglegénykényt hunyt el. Öccse, Somssich Lőrinc (1819–1894), vitte tovább a család köznemesi ágát.

## Munkája
- Das legitime Recht Ungarns und seines Königs (Bécs, 1850)

## Emléktáblája Kaposváron
1889. május 6-án Kaposváron, a ma Kossuth térnek nevezett téren álló főgimnáziumi épület bejárata mellett emléktáblát avattak Somssich Pál emlékére, az ünnepségen Lenner Emil iskolaigazgató és Ujváry Ferenc apátplébános is beszédet mondott. Amikor a gimnázium mai épületébe költözött, a táblát is elvitték az új épületbe, ám ott éveken át a pincében raktározták, csak az iskola létrejöttének százéves évfordulójára alkalmából megalakult emlékbizottság mentette ki onnan. Egy kaposvári kőfaragócég helyreállította, majd 1913. június 15-én újraavatták. Az 1940-es évek végén az új rendszer nem nézte jó szemmel a „feudális világra” emlékeztető Somssich emléktábláját, ezért kivésették a falból, és újra a pincébe száműzték: ezúttal különböző szénfajták elválasztására hasznosították lent. 1960 körül az iskola történetét kutató tanár, dr. Miklós Endre és szakkörös tanulói részletesen átkutatták az épületet, és megtalálták az elfeledett emléktáblát is: ettől kezdve a történelemszertárban kapott új helyet. A tanár hosszas küzdelmet folytatott azért, hogy a táblát újra felavathassák, végül kitartása eredményre vezetett: 1984. augusztus 27-én története során harmadszor is felavatták az emléktáblát.